# Ingi Bjarni Skúlason
Ingi Bjarni Skúlason (* 9. September 1987 in Reykjavík) ist ein isländischer Jazzmusiker (Piano, Komposition).

## Wirken
Ingi Bjarni Skúlason erwarb einen Bachelor-Abschluss als Jazzmusiker am Koninklijk Conservatorium Den Haag. Anschließend absolvierte er ein Masterstudium in Komposition an der Universität Göteborg mit Austauschsemestern in Kopenhagen und Oslo.
Ingi Bjarnis erste Alben Skarkali (2015) und Fundur (2018) entstanden mit seinem Klaviertrio. Dann gründete er sein eigenes Quintett mit dem norwegischen Trompeter Jakob Eri Myhre, der estnischen Gitarristin Merje Kägu, dem schwedischen Kontrabassisten Daniel Andersson und dem norwegischen Schlagzeuger Tore Ljøkelsøy. Im August 2019 veröffentlichte er mit dem Quintett sein Album, Tenging (connection), das bei den Icelandic Music Awards 2020 fünfmal nominiert wurde; er wurde dort als vielversprechendster isländischer Jazzkünstler ausgezeichnet. 2023 folgte in gleicher Besetzung das Album Farfuglar (Wandervögel) bei NXN Recordings. Im Trio mit dem Bassisten Bárður Reinert Poulsen und dem Drummer Magnús Trygvason Eliassen legte er 2024 das selbstproduzierte Album Fragile Magic vor. Als Bandleader trat er auf Festivals wie der Jazzahead, Elbjazz, Vilnius, Copenhagen Jazz Festival, Reykjavík und auf den Färöern auf. Er gehörte auch zur Band von Sigmar Matthiasson und ist auf dessen Album Meridian Metaphor (2021) zu hören.